# Волков, Андрей Алексеевич (биатлонист)
Андрей Алексеевич Волков (1 октября 1974, Советский, ХМАО) — российский биатлонист, участник Кубка мира и чемпионатов Европы, чемпион и призёр чемпионата России. Мастер спорта России международного класса.

## Биография
Начал заниматься биатлоном в ДЮСШ посёлка Советский (ХМАО), первый тренер — Акишев Виктор Васильевич. На взрослом уровне представлял Тюменскую область, также тренировался под руководством Н. С. Пархоменко.
В 1994 году на чемпионате Европы среди юниоров в Контиолахти занял пятое место в индивидуальной гонке и 12-е — в спринте.
На взрослом уровне участвовал в трёх чемпионатах Европы. В 1998 году в Раубичах финишировал 17-м в гонке преследования, а в спринте не попал в топ-25 (точный результат неизвестен). В 2000 году в Закопане стартовал только в индивидуальной гонке, пришёл к финишу 18-м. В 2001 году в От-Морьенне участвовал в четырёх видах программы, в эстафете сборная России стала шестой, а в личных видах лучшим результатом спортсмена было 18-е место в пасьюте. Также принимал участие в гонках Кубка Европы.
В сезоне 2000/01 дебютировал на Кубке мира, 6 января 2000 года в спринте в Оберхофе занял 75-е место. В своей второй гонке, спринте на этапе в Рупольдинге, набрал единственное очко в зачёт Кубка мира, заняв 30-е место. Всего принял участие в пяти гонках (четырёх в сезоне 2000/01 и одной — в сезоне 2001/02).
На уровне чемпионата России завоевал несколько медалей, в том числе в сезоне 1999/00 стал чемпионом в индивидуальной гонке, а в 2001 году завоевал серебро в эстафете в составе сборной Башкортостана и Тюмени.
После окончания спортивной карьеры работает тренером в Центре спортивной подготовки в Тюмени, имеет звание тренера высшей категории. Среди его воспитанников — Дмитрий Елхин, Иван Печёнкин, Илья Серков.
Окончил Тюменский государственный университет, факультет физической культуры (1995).